# Zarko Luksic
Zarko Luksic Sandoval, abogado, académico y político chileno. Fue diputado entre 1994 y 2006 por el antiguo distrito N.º 16.

## Biografía
Sus estudios primarios los realizó en el Rawlins School, mientras que los secundarios en el Colegio San Ignacio. Tras finalizar su etapa escolar, ingresó a la Facultad de Derecho de la Universidad de Chile, donde obtuvo el título de abogado. Es doctor en Derecho, de la Universidad Complutense de Madrid, España.
Paralelamente a su carrera política, trabajó como profesor universitario, facultad de derecho Universidad Diego Portales entre 1989 a 1993. Profesor visitante Universidad de Magallanes en derecho laboral y derecho constitucional. Actualmente ejerce como docente de la Facultad de Derecho de la Universidad de Los Andes. Participó activamente en su calidad de constitucionalista en los procesos y discusiones de las convenciones constitucionales del año 2022 y 2023. Ha escrito artículos en materias relativas a descentralización administrativa, democracia, tribunal constitucional y derecho laboral entre otros, publicados en diferentes títulos de revistas especializadas.
Ejerce su profesión especializándose en derecho laboral y administrativo. Es socio del estudio jurídico MLV Abogados, con oficina en Santiago.

## Carrera política
Entre 1982 y 1986 asumió el cargo de secretario ejecutivo del Grupo de Estudios Constitucionales. En 1987 fue nombrado vicepresidente de la Juventud del Partido Demócrata Cristiano (PDC), y en 1989 integró el equipo de trabajo que confeccionó el Programa de la Concertación para la candidatura presidencial de Patricio Aylwin Azócar.
Durante el gobierno de Aylwin, se desempeñó como asesor jurídico y jefe de gabinete del Ministro Secretario General de la Presidencia Edgardo Boeninger; le correspondió participar en el estudio de importantes leyes, como la Ley de Municipalidades, Ley de Gobiernos Regionales y en el Proyecto de Ley sobre Medio Ambiente, entre otros. También ocupó el cargo de coordinador general de Proyectos del Medio Ambiente, en la Comisión Nacional del Medio Ambiente (CONAMA).
En las elecciones parlamentarias de 1993 resultó elegido diputado, en representación del PDC, por el distrito N.º 16, que agrupaba a las comunas de Colina, Lampa, Tiltil, Quilicura y Pudahuel, para el período 1994 a 1998. Fue reelecto diputado, por el mismo distrito, para los períodos 1998-2002 y 2002-2006. En las elecciones parlamentarias de 2005, se presentó como candidato a senador por la 19.° Circunscripción Senatorial, Región de Magallanes, pero no resultó elegido.
El 11 de marzo de 2006 asumió como subsecretario del Trabajo del primer gobierno de Michelle Bachelet, manteniéndose en el cargo hasta el 14 de enero de 2008. Entre 2008 y 2010 trabajó en el Ministerio de Justicia, en la instalación de la Defensoría Laboral en su calidad de Coordinador Nacional de Defensa Laboral, además participó en la ejecución de los nuevos tribunales laborales.
Desde 2015 se desempeña como asesor legislativo del Ministerio de Obras Públicas. El 3 de mayo de 2018 renunció a su militancia en el PDC.Fue fundador del Movimiento de Amarillos por Chile y participó activamente en las discusiones de las convenciones constitucionales del 2022 y 2023 en calidad de encargado constitucional de esa organización. 

## Historial electoral

### Elecciones parlamentarias de 1993
- Elecciones parlamentarias de 1993 a Diputado por el distrito 16 (Colina, Lampa, Tiltil, Pudahuel, y Quilicura)[7]

### Elecciones parlamentarias de 1997
- Elecciones parlamentarias de 1997 a Diputado por el distrito 16 (Colina, Lampa, Tiltil, Pudahuel, y Quilicura)[8]

### Elecciones parlamentarias de 2001
- Elecciones parlamentarias de 2001 a Diputado por el distrito 16 (Colina, Lampa, Tiltil, Pudahuel, y Quilicura)[9]

### Elecciones parlamentarias de 2005
- Elecciones Parlamentarias de 2005 a Senador por la Circunscripción 19 (Magallanes)[10]